# Italiaonline
Italiaonline S.p.A. (precedentemente Italiaonline S.r.l.) è una società italiana attiva nel marketing digitale e comunicazione online nata dalla fusione per incorporazione della vecchia Italiaonline S.p.A. in Seat Pagine Gialle S.p.A., efficace dal 20 giugno 2016, con l'obiettivo di digitalizzare la piccola e media impresa italiana. Nel 2017 era la prima azienda digitale italiana per numero di utenti unici in media al giorno.
Con sede legale ad Assago (MI), da maggio 2019 è presieduta da Naguib Onsi Sawiris. Dal 13 dicembre 2018 il nuovo amministratore delegato è Roberto Giacchi, subentrato ad Antonio Converti.

## Storia

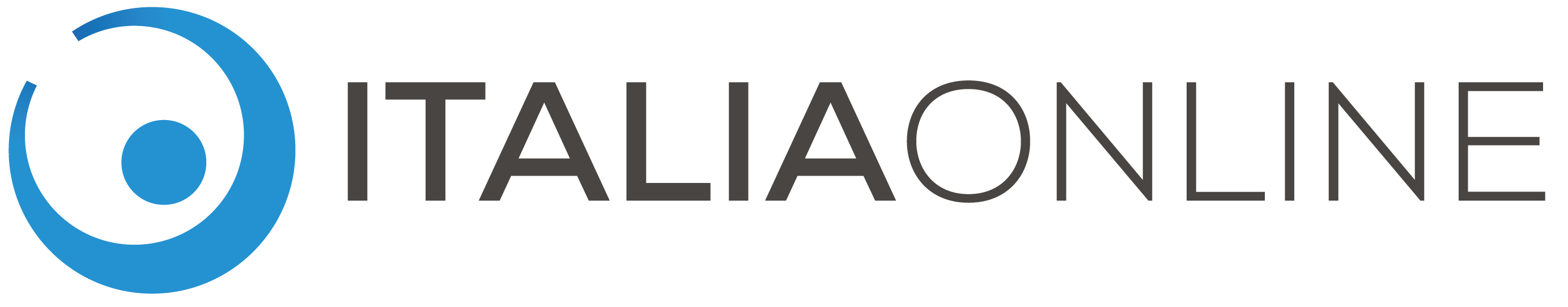
Il logo usato fino al 19 giugno 2016

La storia dell'attuale Italiaonline S.p.A. inizia nel 2012, con il vecchio assetto della società.
All'epoca, infatti, la vecchia Italiaonline, era la società che raggruppava ed incorporava tutti i marchi e gli asset di Matrix S.p.A. (società controllata al 100% dal gruppo Telecom Italia, e proprietaria del portale Virgilio.it), a seguito dell'acquisizione - da parte di Libero S.r.l. (una delle società europee controllate da Weather Investments II S.à.r.l., che gestiva il portale Libero.it) – della stessa Matrix S.p.A., annunciata nell’agosto del 2012 e finalizzata il 31 ottobre dello stesso anno.
L’operazione di integrazione, conclusasi nel febbraio 2013, aveva portato alla nascita di Italiaonline S.r.l. che, nell’aprile 2014, aveva assunto la denominazione di Italiaonline S.p.A..
Nel maggio del 2015, Italiaonline S.p.A. aveva sottoscritto un accordo di investimento per la fusione per incorporazione di Seat Pagine Gialle S.p.A. - società attiva nel settore dell’editoria – attraverso il conferimento del 53,9% di Seat Pagine Gialle ad Italiaonline (avvenuto nel mese di agosto 2015) ed il successivo lancio di un’offerta pubblica di acquisto obbligatoria da parte della stessa Italiaonline sul capitale di Seat Pagine Gialle, effettuato nel mese di settembre 2015. A conclusione dell’OPA, nell’ottobre 2015, Italiaonline S.p.A. deteneva il 78,4% del capitale di Seat Pagine Gialle. L’OPA costa 60 milioni di Euro. A fine 2015 Seat PG ha 114 milioni di Euro di liquidità..
Come conseguenza dell'operazione, il 20 gennaio 2016 i consigli di amministrazione di Seat Pagine Gialle e Italiaonline avevano approvato il progetto di fusione per incorporazione di Italiaonline in Seat Pagine Gialle, rinominando la nuova società nata dall’operazione Italiaonline S.p.A..
L'operazione di fusione – depositata il 16 giugno 2016 – era poi diventata efficace dal 20 giugno 2016, con il debutto – in Borsa – della nuova entità Italiaonline S.p.A. e con il raggruppamento di 1 000 vecchie azioni ordinarie di Seat Pagine Gialle per ogni nuova azione ordinaria di Italiaonline S.p.A. (per le azioni di risparmio, invece, il concambio era stato alla pari).
Con la nascita della nuova Italiaonline S.p.A., inoltre, era anche partito il piano di riorganizzazione del gruppo post fusione, che prevedeva – secondo l’accordo siglato il 2 dicembre 2016 tra la società e le sigle sindacali Fistel Cisl, Slc Cgil, Uilcom Uil e le RSU – la cassa integrazione straordinaria fino a giugno 2018 per 308 lavoratori a zero ore e per 420 risorse ad orario ridotto per 4 giorni alla settimana su un totale di 1.907 dipendenti .
Al 30 giugno 2017, secondo la relazione finanziaria semestrale di Italiaonline, le persone in CIGS a zero ore ammontavano a 255, oltre a 52 uscite incentivate delle 100 accordate al MISE su un totale di tremila persone in forza, agenti monomandatari compresi .
Il 27 aprile 2017, l'Assemblea degli azionisti di Italiaonline ha approvato la richiesta dei soci di maggioranza – attuata il 7 aprile del 2017 – di mettere in pagamento un dividendo straordinario complessivo di quasi 80 milioni di euro in data 10 maggio 2017.
A settembre 2017 viene chiusa la sede di Consodata a Roma trasferendo i 63 dipendenti negli uffici di Assago (Milano) dove lavorano 25 addetti.
In data 11 novembre 2019 è avvenuto il delisting di Italiaonline, a seguito dell’OPA lanciata da Sunrise Investments nel giugno 2019.

## Italiaonline oggi
Fanno attualmente parte di Italiaonline:
- i servizi di posta elettronica Libero Mail – con oltre 9 milioni di utenti, rinnovatosi nel novembre 2017[23] – e Virgilio Mail, una delle prime webmail italiane gratuite[24];
- i servizi PagineGialle, PagineBianche e Tuttocittà;
- i portali Libero, Virgilio, SuperEva;
- i portali verticali Di Lei, QuiFinanza, SiViaggia, Virgilio Motori, Virgilio Video e Buonissimo (acquisito nel settembre 2017[25]);
- le utility telefoniche 89.24.24 e 12.40;
- la concessionaria Web IOL Advertising[26], che progetta soluzioni di display e mobile advertising, oltre a promuovere progetti di comunicazione (nata nel 2013 come Italiaonline Adv da Niumidia e Libero Advertising, è stata rinominata IOL Advertising il 4 luglio 2017[27] e gestisce, inoltre, la raccolta pubblicitaria per altri siti e testate online;
- circa 50 agenzie di media.

## L'azionariato
Dal 2022 Italiaonline è controllata al 100% da Libero Acquisition S.á r.l..

## La struttura del Gruppo
Italiaonline è una società per azioni, a Socio unico, interamente controllata (100%) da Libero Acquisition Sàrl.
Italiaonline detiene il 100% di Bizpal S.r.l. e Italiaonline Local Web Agencies S.r.l.